# Gallenkirch
Gallenkirch est une localité et une ancienne commune suisse du canton d'Argovie, située dans le district de Brugg.

## Histoire
Le 1er janvier 2013, la commune a fusionné avec celles de Linn, d'Oberbözberg et d'Unterbözberg pour former la nouvelle commune de Bözberg.